# Rodzina Addamsów (serial telewizyjny 1964)
Rodzina Addamsów (ang. The Addams Family, 1964–1966) – serial amerykański opowiadający o losach rodziny Addams.
Pierwowzorem dla bohaterów serialu były postaci stworzone przez Charlesa Addamsa dla New Yorkera. 
Twórcami serialu są David Levy i Donald Saltzman. Premierowy odcinek ukazał się 18 sierpnia 1964 r. Serial emitowany był przez dwa sezony w stacji ABC i ukazały się 64 odcinki.
Autorem muzyki w serialu oraz słynnej melodii w czołówce jest Vic Mizzy.

## Fabuła
Serial opowiada o rodzinie jak z horroru. Addamsowie to potworna rodzina sadystów, masochistów i potworów. Mieszkają na bagnach w ogromnym, zapuszczonym dworze. Ich dom pełen jest narzędzi tortur, ukrytych przejść i pułapek. Mimo to serial nie jest horrorem, a parodią horrorów, pełnym czarnego humoru i zabawnych scen.

## Obsada
- Ken Weatherwax – Pugsley Addams (wszystkie 64 odcinki)[1]
- Felix Silla – kuzyn Itt #1 (16)
- Marie Blake – babcia Addams (64)
- Jackie Coogan – wujek Fester Frump (64)
- Carolyn Jones – Morticia Addams/kuzynka Ophilia (64)
- John Astin – Gomez Addams (64)
- Lisa Loring – Wednesday Thursday Addams (64)
- Ted Cassidy – Lurch (64)
- Thing jako on sam (61)
- Parley Baer – burmistrz Arthur J. Henson (6)
- Eddie Quillan – George Bass (5)
- Vito Scotti – Sam Picasso (4)
- Rolfe Sedan – p. Briggs (4)
- Allyn Joslyn – Sam Hilliard (3)
- Margaret Hamilton – babcia Frump (3)
- Bill Baldwin – spiker telewizyjny (3)
- Jimmy Cross – Fred Walters (3)
- Leonard Bremen – taksówkarz (3)
- George Petrie – dr Black (2)
- Hugh Sanders – Bosley Swain (2)
- Loyal T. Lucas – myśliwy (2)
- Natalie Masters – Phoebe Henson (2)
- Barry Kelley – James Ferguson (2)
- Ray Kellogg – oficer policji Johnson (2)
- Roger Arroyo – kuzyn Itt #2 (2)
- Richard Reeves – p. Brack (2)
- George Barrows – Gorgo (2)
- Tim Herbert – p. Hinckley (2)
- Bob LeMond jako głos spikera (2)
- Robert Nunn – gazeciarz/głos (2)
- Cynthia Pepper – Amanda Peterson (1)

## Spis odcinków
| N/o            | Polski tytuł                               | Angielski tytuł                             |
| -------------- | ------------------------------------------ | ------------------------------------------- |
|                |                                            |                                             |
| SERIA PIERWSZA |                                            |                                             |
|                |                                            |                                             |
| 01             | Rodzina Addamsów idzie do szkoły           | The Addams Family Goes to School            |
|                |                                            |                                             |
| 02             | Morticia i psychiatra                      | Morticia and the Psychiatrist               |
|                |                                            |                                             |
| 03             |                                            | Fester's Punctured Romance                  |
|                |                                            |                                             |
| 04             | Gomez, polityk                             | Gomez, the Politician                       |
|                |                                            |                                             |
| 05             | Drzewo genealogiczne rodziny Addamsów      | The Addams Family Tree                      |
|                |                                            |                                             |
| 06             | Morticia przyłącza się do Legionu Kobiet   | Morticia Joins the Ladies League            |
|                |                                            |                                             |
| 07             | Halloween z Rodziną Addamsów               | Halloween with the Addams Family            |
|                |                                            |                                             |
| 08             | Zielonooki Gomez                           | Green-Eyed Gomez                            |
|                |                                            |                                             |
| 09             | Nowi sąsiedzi poznają Rodzinę Addamsów     | The New Neighbors Meet the Addams Family    |
|                |                                            |                                             |
| 10             | Wednesday zostawia dom                     | Wednesday Leaves Home                       |
|                |                                            |                                             |
| 11             | Rodzina Addamsów poznaje VIP-ów            | The Addams Family Meets the V.I.P.'s        |
|                |                                            |                                             |
| 12             | Swatka Morticia                            | Morticia, the Matchmaker                    |
|                |                                            |                                             |
| 13             | Lurch uczy się tańczyć                     | Lurch Learns to Dance                       |
|                |                                            |                                             |
| 14             | Sztuka i Rodzina Addamsów                  | Art and the Addams Family                   |
|                |                                            |                                             |
| 15             | Rodzina Addamsów poznaje Beatnika          | The Addams Family Meets a Beatnik           |
|                |                                            |                                             |
| 16             | Rodzina Addamsów poznaje Tajnego człowieka | The Addams Family Meets the Undercover Man  |
|                |                                            |                                             |
| 17             | Matka Lurch odwiedza rodzinę Addamsów      | Mother Lurch Visits the Addams Family       |
|                |                                            |                                             |
| 18             | Choroba wujka Festera                      | Uncle Fester's Illness                      |
|                |                                            |                                             |
| 19             | Euforia rodziny Addamsów                   | The Addams Family Spurges                   |
|                |                                            |                                             |
| 20             | Kuzyn Itt odwiedza rodzinę Addamsów        | Cousin Itt Visits the Addams Family         |
|                |                                            |                                             |
| 21             | Rodzina Addamsów w sądzie                  | The Addams Family in Court                  |
|                |                                            |                                             |
| 22             | Amnezja w rodzinie Addamsów                | Amnesia in the Addams Family                |
|                |                                            |                                             |
| 23             | Zgubiona rzecz                             | Thing is Missing                            |
|                |                                            |                                             |
| 24             | Crisis w rodzinie Addamsów                 | Crisis in the Addams Family                 |
|                |                                            |                                             |
| 25             |                                            | Lurch and His Harpsichord                   |
|                |                                            |                                             |
| 26             | Żywicielka Morticia                        | Morticia, the Breadwinner                   |
|                |                                            |                                             |
| 27             | Rodzina Addamsów i kosmonauta              | The Addams Family and the Spacemen          |
|                |                                            |                                             |
| 28             | Mój syn szympansem                         | My Son, the Chimp                           |
|                |                                            |                                             |
| 29             | Ulubiona dobroczynność Mortici             | Morticia's Favorite Charity                 |
|                |                                            |                                             |
| 30             | Postęp w rodzinie Addamsów                 | Progress and the Addams Family              |
|                |                                            |                                             |
| 31             | Toupe wujka Festera                        | Uncle Fester's Toupée                       |
|                |                                            |                                             |
| 32             | Kuzyn Itt i zawodowy doradca               | Cousin Itt and the Vocational Counselor     |
|                |                                            |                                             |
| 33             | Lurch, idol nastolatków                    | Lurch, the Teenage Idol                     |
|                |                                            |                                             |
| 34             | Zwycięstwo Morticii Addams                 | The Winning of Morticia Addams              |
|                |                                            |                                             |
| SERIA DRUGA    |                                            |                                             |
|                |                                            |                                             |
| 35             |                                            | My Fair Cousin Itt                          |
|                |                                            |                                             |
| 36             |                                            | Morticia's Romance                          |
| 37             |                                            | Morticia's Romance                          |
|                |                                            |                                             |
| 38             |                                            | Morticia Meets Royalty                      |
|                |                                            |                                             |
| 39             |                                            | Gomez, the People’s Choice                  |
|                |                                            |                                             |
| 40             |                                            | Cousin Itt's Problem                        |
|                |                                            |                                             |
| 41             |                                            | Halloween, Addams Style                     |
|                |                                            |                                             |
| 42             |                                            | Morticia, the Writer                        |
|                |                                            |                                             |
| 43             |                                            | Morticia, the Sculptress                    |
|                |                                            |                                             |
| 44             |                                            | Gomez and the Reluctant Lover               |
|                |                                            |                                             |
| 45             |                                            | Feud in the Addams Family                   |
|                |                                            |                                             |
| 46             |                                            | Gomez, the Cat Burglar                      |
|                |                                            |                                             |
| 47             |                                            | Portrait of Gomez                           |
|                |                                            |                                             |
| 48             |                                            | Morticia's Dilemma                          |
|                |                                            |                                             |
| 49             |                                            | Christmas with the Addams Family            |
|                |                                            |                                             |
| 50             |                                            | Uncle Fester, Tycoon                        |
|                |                                            |                                             |
| 51             |                                            | Morticia and Gomez vs. Fester and Grandmama |
|                |                                            |                                             |
| 52             |                                            | Fester Goes on a Diet                       |
|                |                                            |                                             |
| 53             |                                            | The Great Treasure Hunt                     |
|                |                                            |                                             |
| 54             |                                            | Ophelia Finds Romance                       |
|                |                                            |                                             |
| 55             |                                            | Pugsley's Allowance                         |
|                |                                            |                                             |
| 56             |                                            | Happy Birthday, Grandma Frump               |
|                |                                            |                                             |
| 57             |                                            | Morticia, the Decorator                     |
|                |                                            |                                             |
| 58             |                                            | Ophelia Visits Morticia                     |
|                |                                            |                                             |
| 59             |                                            | Addams Cum Laude                            |
|                |                                            |                                             |
| 60             |                                            | Cat Addams                                  |
|                |                                            |                                             |
| 61             |                                            | Lurch's Little Helper                       |
|                |                                            |                                             |
| 62             |                                            | The Addams Policy                           |
|                |                                            |                                             |
| 63             |                                            | Lurch's Grand Romance                       |
|                |                                            |                                             |
| 64             |                                            | Ophelia Career                              |
|                |                                            |                                             |